# کالسدورف بای گراتس
کالسدورف بای گراتس (به آلمانی: Kalsdorf bei Graz) یک منطقهٔ مسکونی در اتریش است که در گراتس اومگبونگ واقع شده‌است. کالسدورف بای گراتس ۱۵٫۰۸ کیلومتر مربع مساحت دارد ۳۲۴ متر بالاتر از سطح دریا واقع شده‌است.